# Seattle Kraken
Los Seattle Kraken (en español, Kraken de Seattle) son un equipo profesional de hockey sobre hielo de los Estados Unidos con sede en Seattle, Washington. Compitien en la División Pacífico de la Conferencia Oeste de la National Hockey League (NHL) y disputan sus partidos como locales en el Climate Pledge Arena.

## Historia

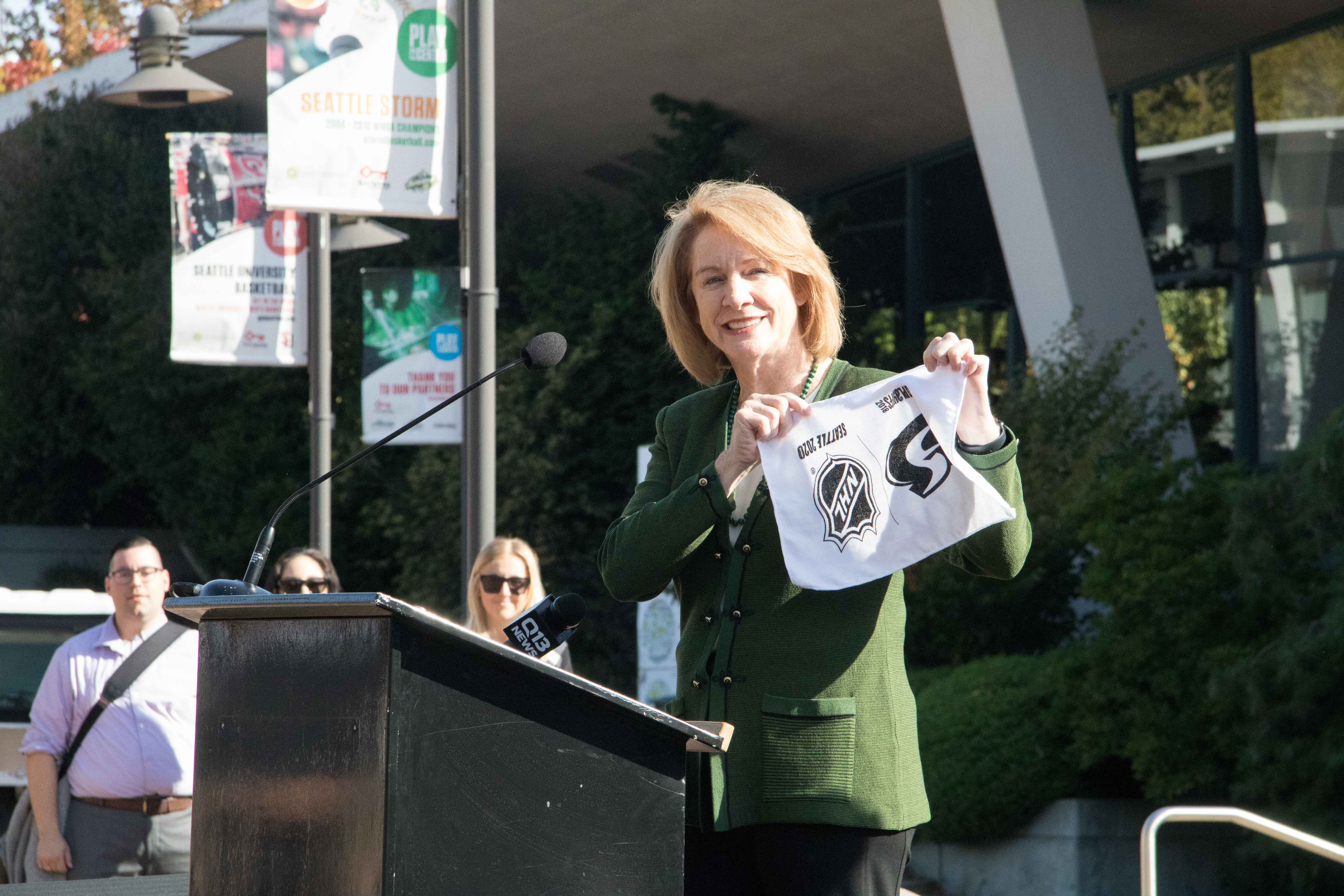
La alcaldesa de Seattle, Jenny Durkan, celebra el equipo de expansión de su ciudad.

### 2021-presente: Fundación y primeros años
La ciudad de Seattle contó con dos equipos profesionales de hockey sobre hielo antes de la creación de los Kraken. El primero de ellos fueron los Seattle Metropolitans de la Pacific Coast Hockey Association (PCHA). Fundados en 1915 y desaparecidos en 1924, en 1917 se convirtieron en el primer equipo estadounidense en ganar la Copa Stanley. En octubre de 2021 los Kraken homenajearon a aquel equipo colgando una banderola de campeones de la Stanley Cup de 1917 en el Climate Pledge Arena. Dos décadas después de la desaparición de los Metropolitans nacieron los Seattle Totems, quienes existieron entre 1943 y 1975 en la Western Hockey League. Posteriormente hubo diversos intentos para establecer una franquicia de la National Hockey League en Seattle, pero ninguno llegó a fructificar.
El paso decisivo para la expansión de la NHL en Seattle se produjo el 4 de diciembre de 2017, cuando el Ayuntamiento de la ciudad se comprometió a remodelar el vetusto KeyArena. Tres días más tarde la NHL acordó considerar la propuesta de ampliación de la liga y la entrada de Seattle como trigésimo segunda franquicia de la National Hockey League fue finalmente aprobada en diciembre de 2018 por unanimidad. Su debut fue fijado para la temporada 2021-22 y el equipo quedó encuadrado en la División Pacífico de la Conferencia Oeste. Debido a esto, los Arizona Coyotes fueron reubicados en la División Central.
El 23 de julio de 2020 la franquicia reveló su nombre, su logo, sus colores y su equipación local. El nombre Kraken, además de a la criatura mitológica, hace referencia al pulpo gigante del Pacífico Norte y fue elegido como tributo a la cultura marítima de la ciudad de Seattle. En abril de 2021 los propietarios de la franquicia abonaron los 650 millones de dólares de la tasa de expansión y los Seattle Kraken se convirtieron oficialmente en el trigesimosegundo equipo de la NHL. Un mes más tarde los Kraken anunciaron el fichaje de Luke Henman, quien se convirtió en el primer jugador de la historia de la franquicia, y a finales de junio Dave Hakstol fue contratado como entrenador jefe.
Los Kraken disputaron su primer partido oficial en la NHL el 12 de octubre de 2021 con derrota por 4-3 ante los Vegas Golden Knights. Ryan Donato anotó el primer gol de la historia de la franquicia. El equipo logró la primera victoria de su historia dos días después, venciendo por 3-4 a los Nashville Predators. Terminaron su temporada inaugural con un balance de 27-49-6, en el último puesto de su división y penúltimo de la Conferencia Oeste.
En la temporada siguiente, los Kraken mejoraron y finalizaron la campaña como séptimos del Oeste con un 46-28-8 de balance, lo que les permitió clasificarse para Playoffs por primera vez en su historia. En la primera ronda dieron la sorpresa eliminando en siete partidos a los Colorado Avalanche, vigentes campeones de la Stanley Cup. En la siguiente ronda el equipo cayó eliminado a manos de los Dallas Stars en otra serie resuelta en siete encuentros.

## Pabellón

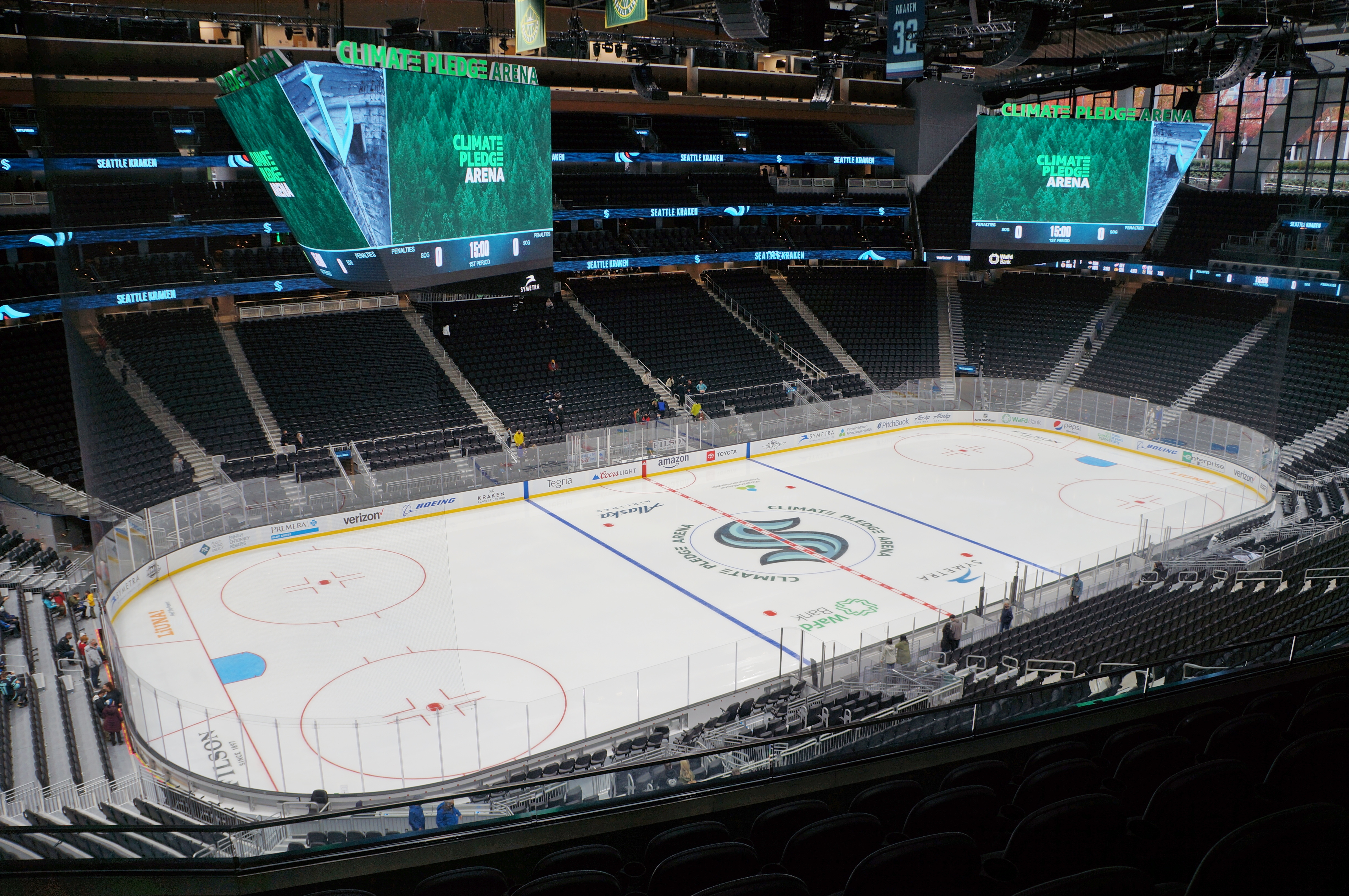
El Climate Pledge Arena, casa de los Kraken desde 2021.

Los Seattle Kraken juegan sus partidos como locales en el Climate Pledge Arena, una versión remodelada del KeyArena que previamente había sido optimizada para los desaparecidos Seattle SuperSonics de la National Basketball Association (NBA). En él también juegan las Seattle Storm de la Women's National Basketball Association (WNBA).
El 4 de diciembre de 2017 el Ayuntamiento de Seattle aprobó un memorándum de entendimiento entre la ciudad y la empresa Oak View Group para las renovaciones del pabellón. Las obras comenzaron 2018 y finalizaron en 2021. Los Kraken jugaron su primer partido en el Climate Pledge Arena el 23 de octubre de 2021 contra los Vancouver Canucks. Vince Dunn, jugador de los Kraken, fue el autor del primer gol de la historia del pabellón.

## Jugadores

### Números retirados
| Números retirados por los Seattle Kraken |               |        |         |                       |
| N.º                                      | Jugador       | Puesto | Periodo | Fecha                 |
| 32                                       | Franquicia 32 | —      | —       | 23 de octubre de 2021 |
| 99                                       | Wayne Gretzky | C      | —       | 6 de febrero de 2000  |